# Степовое (Талалаевский район)
Степовое (укр. Степове) — село в Талалаевском районе Черниговской области Украины. Население — 38 человек. Занимает площадь 0,646 км².
Код КОАТУУ: 7425382504. Почтовый индекс: 17270. Телефонный код: +380 4634.

## Власть
Орган местного самоуправления — Харьковский сельский совет. Почтовый адрес: 17270, Черниговская обл., Талалаевский р-н, с. Харьково, ул. Науменко, 42.